# Daniel Didavi
Daniel Didavi (Nürtingen, 21 de fevereiro de 1990) é um futebolista alemão que atua como meio-campo. Atualmente, joga no VfL Wolfsburg na Bundesliga. Seu pai é do Benim e sua mãe é alemã.

## Carreira

### Clube carreira
Didavi começou sua carreira com a SPV 05 Nürtingen e foi observado no verão de 2003, do VfB Stuttgart, que foi promovido para a primeira equipe em julho de 2009.
Em julho de 2011, ele foi emprestado para Nürnberg até o final da temporada.
Em 2 de julho de 2012, Didavi renovou seu contrato com o VfB Stuttgart, até Junho de 2016. 

### Internacional
Ele também foi membro da Alemanha Sub-18, Alemanha Sub-19, Alemanha Sub-21 e Alemanha Sub-22.

## Estatísticas
Atualizado até 24 de setembro de 2014.
| Clube             | Temporada         | Liga     | Liga | Copa     | Copa | Continental | Continental | Outros   | Outros | Total    | Total |
| Clube             | Temporada         | Partidas | Gols | Partidas | Gols | Partidas    | Gols        | Partidas | Gols   | Partidas | Gols  |
| ----------------- | ----------------- | -------- | ---- | -------- | ---- | ----------- | ----------- | -------- | ------ | -------- | ----- |
| VfB Stuttgart II  | 2008–09           | 30       | 5    | 0        | 0    | 0           | 0           | 0        | 0      | 30       | 5     |
| VfB Stuttgart II  | 2009–10           | 28       | 5    | 0        | 0    | 0           | 0           | 0        | 0      | 28       | 5     |
| VfB Stuttgart     | 2010–11           | 8        | 0    | 0        | 0    | 5           | 0           | 0        | 0      | 13       | 0     |
| 1. FC Nürnberg    | 2011–12           | 23       | 9    | 2        | 0    | 0           | 0           | 0        | 0      | 25       | 9     |
| VfB Stuttgart     | 2012–13           | 3        | 0    | 1        | 0    | 0           | 0           | 0        | 0      | 4        | 0     |
| VfB Stuttgart     | 2013–14           | 7        | 1    | 0        | 0    | 0           | 0           | 0        | 0      | 7        | 1     |
| VfB Stuttgart     | 2014–15           | 5        | 2    | 1        | 0    | 0           | 0           | 0        | 0      | 5        | 2     |
| Total da Carreira | Total da Carreira | 103      | 22   | 4        | 0    | 5           | 0           | 0        | 0      | 112      | 22    |

## Títulos
VfB Stuttgart
- DFB Pokal- vice-campeão: 2012–2013